# 紅樓夢 (1962年邵氏電影)
《紅樓夢》，是1962年邵氏黃梅調電影，根據古典名著《紅樓夢》改編，導演為袁秋楓，樂蒂主演。袁秋楓執導的《紅樓夢》被譽為經典之作。
1958年樂蒂為邵氏拍攝《妙手回春》，樂蒂在片中戲中戲扮演了林黛玉，獲得「古典美人」的美譽，邵氏遂決定開拍《紅樓夢》，經籌備3年拍攝了9個月，上映後成為1962年香港十大賣座片之一。

## 主要演員
樂蒂飾演林黛玉、賈寶玉由任潔反串（歌曲由凌波代唱）、丁紅飾演薛寶釵、丁寧飾演花襲人、杜娟飾演紫鵑、高寶樹飾演王熙鳳。

## 故事主線
《紅樓夢》故事主線為賈寶玉、林黛玉及薛寶釵三人的愛情與婚姻悲劇。

## 外部連結
- 香港影庫上《紅樓夢》的資料（繁體中文）
- 互联网电影数据库（IMDb）上《紅樓夢》的资料（英文）